# Jinbei GM
Jinbei GM Automotive Company Ltd. – była spółka typu joint venture, założona w 1992 roku przez przedsiębiorstwa General Motors i Jinbei. Przedsiębiorstwo zajmowało się produkcją samochodów sportowo-użytkowych, sprzedawanych pod marką Chevrolet. Siedziba Jinbei GM znajdowała się w mieście Shenyang w Chinach.
Samochody produkowane przez Jinbei GM nie odniosły sukcesu na rynku chińskim, stąd w 1995 roku zaprzestano produkcji, którą wznowiono w 1998 roku. Spółkę ostatecznie zlikwidowano w 2004 roku.
Była to jedna z trzech spółek (obok Shanghai GM oraz SAIC-GM-Wuling Automobile) założonych przez General Motors, produkujących samochody na rynek chiński.